# Roman Riklin

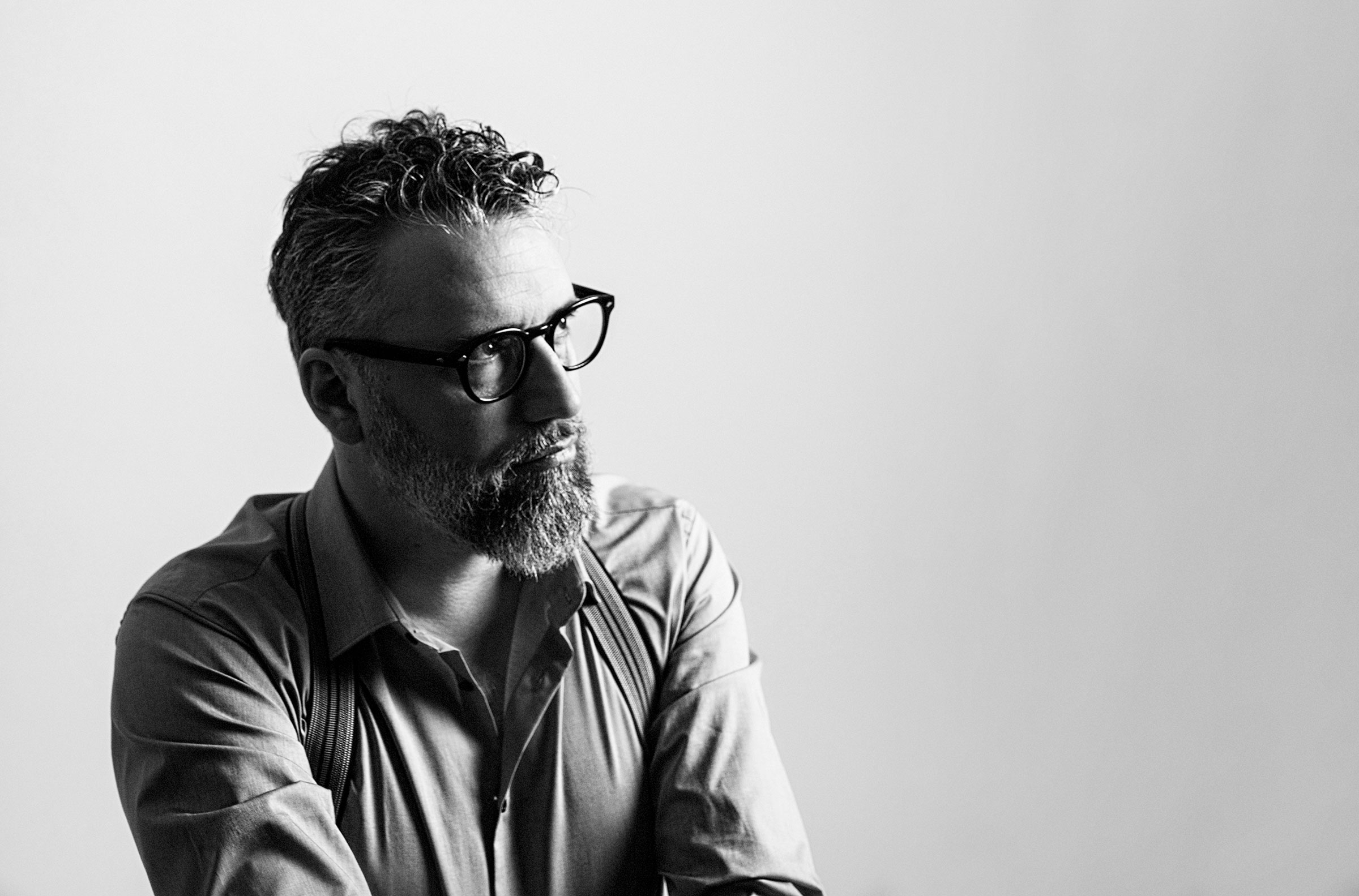
Roman Riklin 2020

Roman Riklin (* 23. Dezember 1971 in St. Gallen) ist ein Schweizer Komponist, Musiker und Autor.

## Leben
Roman Riklin ist in St. Gallen aufgewachsen. 1990–1996 tourte er mit der Mundartrockband «Mumpitz» durch die Schweiz, deren Texter und Komponist er war. Die Band wurde 1992 mit dem Titel «Beste Schweizer Nachwuchsband» ausgezeichnet. 1995 ehrte ihn seine Heimatstadt für sein Wirken als Musiker und Texter sowie für sein Engagement als Mitbegründer des «Ostschweizer Kulturmagazin Saiten», dessen Chefredaktor und Verlagsleiter er bis 1996 war, mit dem Kulturförderpreis.
Riklin komponierte Theatermusiken und entwickelte als Autor und Komponist die Kindermusical «Alfonsa Di Monsa» (2000) und «Manege frei für Mircolino!» (2005). Für das Luzerner Theater schrieb er die Musik zu den Kinderstücken «Emil und die Detektive» (2003) sowie «Das Gespenst von Canterville» (2006). Aus seiner Feder stammen unter anderem auch die Stücke «Kaufhaus – Das Neue Deutsche Welle Musical» (2003) und «Welcome Tomorrow – Das musikalische ETHeater» (2005), das er zum 150-jährigen Jubiläum der ETH Zürich in deren Auftrag entwickelt hat. Riklin übersetzte die Songtexte für die deutschsprachige Erstaufführungen der Musicals Avenue Q (2011) und Billy Elliot (2024). Ebenso übersetzte er die Liedtexte für die Schweizerdeutschen Erstaufführungen der Musicals «Mamma Mia!» an den Thunerseespielen (2018) und «Sister Äct» (2022).
Das Musical «Ost Side Story» von Dominik Flaschka (Buch, Dialoge, Regie) und Roman Riklin (Buch, Musik, Liedtexte) wurde im Frühjahr 2015 am Theater am Hechtplatz uraufgeführt und erhielt 9 Nominationen für den Deutschen Musical Theater Preis 2015 (u. a. Bestes Musical, Bestes Buch, Beste Liedtexte).
2016 wurde in der Maag Music Hall das Musical Mein Name ist Eugen uraufgeführt. Für die Musical-Adaption des gleichnamigen Jugendbuchklassikers von Klaus Schädelin hat Roman Riklin das Buch, die Liedtexte sowie die Musik entwickelt. Das Werk erhielt 7 Nominationen für den Deutschen Musical Theater Preis 2016 (u. a. Bestes Musical). 2018 folgte die Uraufführung des abermals zusammen mit Flaschka entwickelten Tournee-Musicals Supermarkt Ladies. Dabei handelt es sich um das erste Musical zum Mitbestimmen.
Den grössten Erfolg feierte Riklin mit dem Compilation-Musical Ewigi Liebi, das er in Zusammenarbeit mit dem Regisseur Dominik Flaschka entwickelte und dabei für Idee, Buch und musikalische Leitung verantwortlich war. In der fünfjährigen Spielzeit von 2007 bis 2012 und bei der Wiederaufnahme 2017 verzeichnete das Musical über 700’000 Besucher. Die CD „Ewigi Liebi – LIVE!“ stieg im Dezember 2007 auf Platz 3 der Schweizer Albumcharts ein und erreichte Gold- und Platinstatus. Ewigi Liebi ist das erfolgreichste Schweizer Musical.
«Für ihre Verdienste um ein populäres, witziges und intelligentes Musiktheater» wurden Roman Riklin und Dominik Flaschka gemeinsam mit dem Schweizer Theaterpreis 2017 geehrt.
Von 2005 bis 2019 war Riklin mit dem multiinstrumentalen Kleinkunsttrio Heinz de Specht unterwegs und von 2004 bis 2015 Mitglied der Kinderrockband «Marius & die Jagdkapelle». Er schreibt zudem Songs und Texte für diverse Schweizer Künstlerinnen und Künstler von Kabarett bis Pop, u. a. Michael Elsener, «Helga Schneider» (ehemals bei Acapickels), die A-cappella-Gruppe Bliss, Lapsus, die Ex-Freundinnen, Fabian Unteregger, Kunz oder Adrian Stern.
Heute tourt er mit seinem Duo «Riklin & Schaub» und mit dem «Secondhand Orchestra» zusammen mit Daniel Schaub, Adrian Stern und Frölein Da Capo.

## Werke (Auswahl)
- Shitstorm für Anfänger*innen, Komödie, Buch: Roman Riklin, Michael Elsener, Regie: Stefan Huber, UA: Casinotheater Winterthur, 2023
- Vier werden Eltern – Komödie über Kinderwunsch und Regenbogenfamilie, Buch: Roman Riklin, Michael Elsener, Regie: Alexander Stutz, UA: Theater am Hechtplatz Zürich, 2023
- Klimts Kuss – Eine immersive Geschichte, Buch: Roman Riklin, UA: Lichthalle Maag Zürich, 2022
- Monets Garten – Ein immersives Ausstellungerlebnis, Buch: Roman Riklin, UA: Alte Münze Berlin, 2022
- Supermarkt Ladies – Das Musical zum Mitbestimmen, Buch, Dialoge & Regie: Dominik Flaschka; Buch, Musik & Liedtexte: Roman Riklin, UA: DAS ZELT, Uster, 2018
- Mein Name ist Eugen – Das Musical, Buch & Musik: Roman Riklin, Regie: Dominik Flaschka, UA: MAAG Halle, Zürich, 2016
- Ost Side Story – Das Musical, Idee, Buch & Dialoge: Dominik Flachka, Buch, Musik & Songtexte: Roman Riklin, Regie: Dominik Flaschka, UA: Theater am Hechtplatz, Zürich, 2015
- Ewigi Liebi – Das Musical mit den grössten Mundarthits, Buch: Roman Riklin, Regie: Dominik Flaschka, UA: MAAG Halle, Zürich, 2007
- Das Gespenst von Canterville – Buch: Mathis Kramer-Länger, Musik & Songtexte: Roman Riklin, Regie: Mathis Kramer-Länger, UA: Theater Luzern, 2006
- Welcome Tomorrow – Das ETHeater, Buch & Musik: Roman Riklin, Regie: Rafael Iten, UA: ETH Zürich, 2005
- Manege frei für Mircolino! – Theater mit Musik, Buch & Musik: Roman Riklin, Regie: Roman Riklin, UA: Kellerbühne St. Gallen, 2005
- Emil & die Detektive – Buch: Mathis Kramer-Länger, Musik & Songtexte: Roman Riklin, Regie: Mathis Kramer-Länger, UA: Theater Luzern, 2003
- Kaufhaus – Das Neue Deutsche Welle Musical, Buch: Roman Riklin & Christine Enz, Regie: Roman Riklin, UA: Art-Effekt Halle, Arbon, 2003
- Alfonsa Di Monsa – Das Musical für Kinder, Buch und Musik: Roman Riklin, Regie: Bernd Lambrecht, UA: Amriswil, 2000

## Tonträger (Auswahl)
- Freddie – Eusi Songs, 2022
- Riklin & Schaub – Was wäre wenn, 2021
- Heinz de Specht – Tribute to Heinz de Specht, 2019, Bretterwelt
- Mein Name ist Eugen – Das Musical, 2016, Phonag Records
- Heinz de Specht – Party, 2015, Gadget Records
- Marius & die Jagdkapelle mit Pepe Lienhard & Horns – Jägerhitz mit Pauke und Trompete, 2015, Universal Music
- Ost Side Story – Das Musical, 2015, just4fun
- Heinz de Specht – Därf mer das?, 2014, Gadget Records
- Marius & die Jagdkapelle – Radio Waldrand, 2013, Universal Music
- Avenue Q – Deutsche Originalaufnahme, 2013, Honx Music
- Heinz de Specht – schön, 2012, Bretterwelt
- Marius & die Jagdkapelle – Wildsaujagd, 2010, Universal Music
- Heinz de Specht – Macht uns fertig!, 2009, Bretterwelt
- Marius & die Jagdkapelle – Es Schlaflied für de Igel, Bilderbuch mit CD, MJK 2008
- Ewigi Liebi – Das Musical. Live!, 2007, Phonag Records
- Heinz de Specht – Lieder aus der Vogelperspektive, 2007, Bretterwelt
- Marius & die Jagdkapelle – Rehbockrock, 2007, Phonag Records
- Blusbueb – Fress di Rüebe, 2006, FFRecords
- Marius & die Jagdkapelle – Verschreckjäger, 2005, Phonag Records
- Alfonsa Di Monsa. Das Musical für Kinder, 2003, Phonag Records
- Mumpitz – Ikarus, 1996, Eigenvertrieb
- Mumpitz – Vo Zit zu Zit, 1995, K-tel International
- Mumpitz – Zirkus, 1993, K-tel International
- Mumpitz – Marionette, 1992, Eigenvertrieb

## Liederabende und Konzertshows (Auswahl)
- Love – Das Mundart-Abba-Tribute, Secondhand Orchestra, UA: Theater am Hechtplatz, 2024
- Lieder, die du sehen musst, Riklin & Schaub, UA: Casinotheater Winterthur, 2023
- Freddie – Die Mundartshow, Secondhand Orchestra, UA. Theater am Hechtplatz, Zürich, 2021
- Was wäre wenn – Ein Liederabend im Konjunktiv, Riklin & Schaub, UA: Theater am Hechtplatz, Zürich, 2020
- Tribute to Heinz de Specht, Heinz de Specht, UA: Theater am Hechtplatz, Zürich, 2018
- Wunschkonzert, Heinz de Specht, UA: Salzhaus, Brugg, 2017
- Sgt. Pepper – Ein Mundartabend, Secondhand Orchestra, UA: Theater am Hechtplatz, Zürich, 2017
- Party, Heinz de Specht, UA: Theater am Hechtplatz, Zürich, 2014
- Schön, Heinz de Specht, UA: Theater am Hechtplatz, Zürich, 2011
- Macht uns fertig!, Heinz de Specht, UA: Theater am Hechtplatz, Zürich, 2008
- Lieder aus der Vogelperspektive, Heinz de Specht, UA: Theater am Hechtplatz, Zürich, 2006

## Auszeichnungen & Nominationen (Auswahl)
- Swiss Comedy Award, Riklin & Schaub / Lieder, die du sehen musst, 2024
- Prix Walo, Secondhand Orchestra / Freddie – Die Mundartshow, Nomination 2023
- Prix Walo, Sister Äct – Das Musicäl, Nomination 2023
- Swiss Comedy Award, Secondhand Orchestra / Freddie – Die Mundartshow, 2022
- Swiss Comedy Award, Riklin & Schaub / Was wäre wenn, Nomination 2022
- Bestes Musical, Deutscher Musical Theater Preis, Supermarkt Ladies, Nomination 2019
- Swiss Comedy Award, Heinz de Specht / Tribute to Heinz de Specht, 2019
- Swiss Comedy Award, Supermarkt Ladies, Nomination 2019
- Schweizer Theaterpreis, Dominik Flaschka & Roman Riklin, 2017
- Bestes Musical, Deutscher Musical Theater Preis, Mein Name ist Eugen, Nomination 2016
- Schweizer Kleinkunstpreis, Heinz de Specht, Nomination 2016
- Best Soundtrack, Taranto International Short Film Festival, Scrabble, 2015
- Bestes Musical, Deutscher Musical Theater Preis, Ost Side Story – Das Musical, Nomination 2015
- Bestes Buch, Deutscher Musical Theater Preis, Ost Side Story – Das Musical, Nomination 2015
- Beste Liedtexte, Deutscher Musical Theater Preis, Ost Side Story – Das Musical, Nomination 2015
- Prix Walo, Beste Theaterproduktion, Ewigi Liebi – Das Musical, 2008
- Ostschweizer Rockband des Jahres, Paul’s Diary, 1994
- Beste Schweizer Nachwuchsband, Mumpitz, 1992

## Belege
1. ↑  Verleihung der Schweizer Theaterpreise erstmals in der italienischen Schweiz, Bern, Medienmitteilung auf admin.ch vom 30. März 2017

| Personendaten    | Personendaten                          |
| ---------------- | -------------------------------------- |
| NAME             | Riklin, Roman                          |
| KURZBESCHREIBUNG | Schweizer Komponist, Musiker und Autor |
| GEBURTSDATUM     | 23. Dezember 1971                      |
| GEBURTSORT       | St. Gallen, Schweiz                    |